# Gure Jarrera
Gure Jarrera (que en castellano significa «Nuestra Posición» o «Nuestra Actitud») es el segundo álbum del grupo vasco Negu Gorriak. Apareció en 1991.
Gure Jarrera es un álbum muy importante en la historia de la banda ya que pasaron de trío a quinteto (con la incorporación de Mikel «Anestesia» al bajo y de Mikel «Bap!!» a la batería) y con el que inauguraron su propio sello discográfico: Esan Ozenki Records.
Negu Gorriak terminaron ligeramente decepcionados de su estancia en la discográfica Oihuka (con quienes editaron su álbum de debut: Negu Gorriak, 1990), por lo que decidieron que nadie iba a decirles cómo o cuándo hacer las cosas. A partir de entonces decidieron seguir la más estricta independencia y apostaron por la autogestión y el hazlo tú mismo. Para autoeditarse crearon Esan Ozenki Records y su primera referencia (EO001) fue Gure Jarrera.
La reacción de la prensa musical fue positiva. El País, Diario 16 (que eligió a Gure Jarrera entre los cinco mejores discos del año) o la revista musical Rockdelux (que lo eligió como mejor disco nacional del año) ensalzaron un álbum en el que apreciaron un paso adelante en la evolución musical del grupo:

«El mejor disco del 91 según Rockdelux demostraba la efectividad de los recursos musicales aplicados en "Negu gorriak". Un sustrato con fundamento compuesto de rock, rap y reggae, por este orden, propicia la construcción de una estructura abierta a nuevas formas que superan el mero crossover [...] Esperanzador»

«Gure Jarrera es un nuevo paso adelante en la radical trayectoria de Negu Gorriak, un avance respecto al primer álbum y una plataforma de lanzamiento hacia el asombroso Borreroak Baditu Milaka Aurpegi.»

En mayo de 1993, el Teniente-Coronel de la Guardia Civil Enrique Rodríguez Galindo demandó a Negu Gorriak y a Ángel Katarain (técnico de sonido de la banda) por un delito de «daños al honor y difamación del buen nombre». El motivo es la canción «Ustelkeria» («Podredumbre»), en la que Negu Gorriak, basándose en un informe del fiscal donostiarra Luis Navajas, acusaron al Coronel de narcotráfico. Galindo exigió un pago de 15 millones de pesetas (90.000 euros), además de no poder tocar la canción en directo, ni incluirla en futuras reediciones del álbum. Finalmente, el 7 de junio de 2000, el Tribunal Supremo absolvió al grupo de todos los cargos al considerar que la querella de Galindo estaba mal planteada.

## Lista de canciones
1. «Sarrera» («Introducción»).
2. «Lehenbiziko bala» («La primera bala»).
3. «Ez dezagun sal» («No vendamos más»).
4. «NG badoa» («NG va»).
5. «Bisitari iraultzailea» («El visitante revolucionario»).
6. «Itxafero mekanikoa».
7. «Zipaioen matxinada» («La revuelta de los cipayos»).
8. «Begipuntuaren xedea» («El objetivo del punto de mira»).
9. «Buru garbiketa» («Lavado de cerebro»).
10. «Song number one» («Canción número uno»).
11. «NG, geurea da garaipena» («NG, la victoria es nuestra»).
12. «Beste kolpe bat» («Un golpe más»).
13. «Ustelkeria» («Podredumbre»).
14. «B.S.O.»
15. «Azkena» («La última»).
16. «Euskal Herri nerea» («Mi Euskal Herria»)
17. «Epilogoa (Gora Herria)» («Epílogo (Viva el Pueblo)»).

Todas las canciones son de Negu Gorriak excepto «Song number one» (Fugazi) y «Buru Garbiketa», basada en versos populares. «Sarrera», «NG Badoa», «Itxaferro mekanikoa», «Beste kolpe bat» y «Euskal herri nerea» son pequeños fragmentos instrumentales con samplers de The Meters, James Brown, Sly & The Family Stone, Linton Kwesi Johnson (del tema Reggae for Peach, que NG versionaría en su disco Salam, Agur), Luis Mariano o Antón Reixa.
Todas las letras son de Negu Gorriak excepto:
- «Azkena», basada en el poema «Aitorpena» del libro Narraztien Mintzoa (Susa, 1988) de Xabier Montoia
- «Buru garbiketa», basada en versos populares.
- Jon Maia colaboró en las letras de «Lehenbiziko bala», «Ez dezagun sal», «Zipaioen matxinada», «NG, geurea da garaipena» y «Gora Herria».

## Personal

### Músicos
Negu Gorriak:
- Fermin Muguruza: cantante.
- Iñigo Muguruza: guitarra y voz.
- Kaki Arkarazo: guitarra y voz.
- Mikel «Anestesia»: bajo y voz.
- Mikel «Bap!!»: batería.

Otros músicos
- Angel Katarain: programaciones.
- Jon Maia: versos en «Lehenbiziko bala», «Ez dezagun sal», «Zipaioen Matxinada», «NG, geurea da garaipena» y «Gora herria».
- Eneko «Bap!!»: coros en «Ez dezagun sal»

### Técnicos
- Kaki Arkarazo: técnico de sonido.
- Jesús Suinaga: técnico de sonido.
- Negu Gorriak: producción.
- Diseño: Manolo Gil.